# Адаптивні сподівання
Адапт́ивні сподівáння — в економіці підхід, згідно з яким люди формують свої очікування того, що станеться в майбутньому, на підставі того, що відбулося в минулому. Наприклад, якщо в минулому інфляція була вищою від очікуваної, люди переглянуть свої оцінки на майбутнє.
Найпростіша версія адаптивних сподівань виражається наступним рівнянням, де {\displaystyle p^{e}} — це теперішня оцінка інфляції наступного року; {\displaystyle p_{-1}^{e}} — торішня оцінка інфляції цього року; і {\displaystyle p} — справжня цьогорічна інфляція:
{\displaystyle p^{e}=p_{-1}^{e}+\lambda (p_{-1}-p_{-1}^{e})}
Тут {\displaystyle \lambda } величина між 0 та 1, що говорить, що поточні очікування майбутньої інфляції складаються з минулих сподівань і члена, який враховує помилку в оцінках минулого, таким чином поточні сподівання зростають (або зменшуються) відповідно до розриву між дійсною інфляцією та попередніми сподіваннями.
В теорії адаптивних сподівань можуть застосовуватися всі попередні періоди, так що поточні очікування інфляції дорівнюють:
{\displaystyle p^{e}=(1-\lambda )\sum _{j=0}^{\infty }(\lambda ^{j}p_{j})}
де {\displaystyle p_{j}} — справжня інфляція року {\displaystyle j} в минулому. Таким чином, поточне сподівання інфляції відображає зважене середнє всіх попередніх інфляцій, де вагові коефіцієнти меншають від сучасного до минулого.
Коли оцінка передбачення вже зроблена експертами, через стохастичне потрясіння, вони будуть не в змозі знов правильно передбачити рівень цін, навіть якщо рівень цін не зазнає подальших потрясінь після зробленої помилки, бо помилкова оцінка вже була включена в розрахунки. Звороня природа формулювання очікувань і рівнодіючі системні помилки, зроблені експертами, були незадовільні для економістів, таких як Джон Мат (John Muth), і вони зосередилися на розробці альтернативної моделі розрахунку очікувань, названої раціональні очікування. Вони в основному замінили адаптивні очікування в макроекономічній теорії відколи їхні припущення оптимальності очікувань узгоджилися з економічною теорією.